# Onderuit (stacja metra)
Onderuit – stacja metra w Amsterdamie, a właściwie przystanek szybkiego tramwaju, położona na linii 51 (pomarańczowej). Została otwarta 1 grudnia 1990. Znajduje się w Amstelveen. Obsługuje również linię nr 5 tramwajów w Amsterdamie.